# 半蛇炮
半蛇炮（Demi-culverin）是一種中型火炮，比獵隼砲稍大，但比一般的蛇炮小。半蛇炮主要在十六世紀晚期被發展使用。半蛇炮炮管通常長約3.4公尺，口徑約10公分，炮重可達1,500公斤。半蛇炮的有效射程大約是550公尺。

發射時需要裝填2.7公斤（6磅）的黑色火藥，以發射一枚重3.6公斤（8磅）的實心圓球彈。也有些更重型的半蛇炮可以發射4.1公斤（9磅）或是4.5公斤（10磅）的炮彈。

戰爭中常借重半蛇炮的射程與準確度，通常使用在攻城戰以及破壞建築物時。